# Arras
Arras er en by i departementet Pas-de-Calais i den nordlige del af Frankrig. Byen er blandt andet kendt for det blodige slaget om Arras, som fandt sted i dagene 9. til 16. april 1917 under 1. verdenskrig.